# Hermannia hyssopifolia
Hermannia hyssopifolia är en malvaväxtart som beskrevs av Carl von Linné. Hermannia hyssopifolia ingår i släktet Hermannia och familjen malvaväxter. Inga underarter finns listade i Catalogue of Life.